# Platylabus ornatus
Platylabus ornatus là một loài tò vò trong họ Ichneumonidae.